# Largo (Florida)
Largo ist eine Stadt im Pinellas County im US-Bundesstaat Florida. Das U.S. Census Bureau hat bei der Volkszählung 2020 eine Einwohnerzahl von 82.485 ermittelt.

## Geographie
Largo liegt an der Westküste Floridas zwischen der Tampa Bay und dem Golf von Mexiko. Die Stadt grenzt an die Städte Belleair, Belleair Bluffs, Indian Rocks Beach, Clearwater und Pinellas Park. Largo liegt etwa 20 km westlich von Tampa.

## Geschichte
Durch Largo verlief einst die 1888 fertiggestellte Orange Belt Railway von Sanford nach Saint Petersburg. Nach mehreren Übernahmen wurde die Strecke im Zuge der Gründung der Seaboard Coast Line Railroad im Jahr 1967 stillgelegt.
Largo selbst wurde ab 1905 erwähnt. 1913 erhielt es als erster Stadtbezirk im Pinellas County einen eigenen Stadtrat als kommunalpolitisches Gremium. Wichtigste Einkommensquelle war bis in die 1960er Jahre die Landwirtschaft, bevor zunehmend urbane Arbeitnehmer aus umliegenden Regionen die Stadt als permanenten Wohnort nutzten, weswegen es auch gerne als „Schlafstadt“ bezeichnet wurde. Von 1905 bis 2005 wuchs die Fläche der Stadt daher auf rund 44 Quadratkilometer und die Bevölkerung von etwa 300 auf mehr als 70.000 Einwohner. Largo unterhält eine Städtepartnerschaft mit der japanischen Großstadt Kami  in der Präfektur Kōchi (bis zur Gründung von Kami mit deren heutigem Stadtteil Tosayamada).

## Demographische Daten
Laut der Volkszählung 2010 verteilten sich die damaligen 77.648 Einwohner auf 46.859 Haushalte. Die Bevölkerungsdichte lag bei 1702,8 Einw./km². 86,3 % der Bevölkerung bezeichneten sich als Weiße, 5,6 % als Afroamerikaner, 0,3 % als Indianer und 2,7 % als Asian Americans. 2,8 % gaben die Angehörigkeit zu einer anderen Ethnie und 2,4 % zu mehreren Ethnien an. 9,0 % der Bevölkerung bestand aus Hispanics oder Latinos.
Im Jahr 2010 lebten in 19,0 % aller Haushalte Kinder unter 18 Jahren sowie 37,9 % aller Haushalte Personen mit mindestens 65 Jahren. 51,5 % der Haushalte waren Familienhaushalte (bestehend aus verheirateten Paaren mit oder ohne Nachkommen bzw. einem Elternteil mit Nachkomme). Die durchschnittliche Größe eines Haushalts lag bei 2,02 Personen und die durchschnittliche Familiengröße bei 2,67 Personen.
17,5 % der Bevölkerung waren jünger als 20 Jahre, 21,9 % waren 20 bis 39 Jahre alt, 27,4 % waren 40 bis 59 Jahre alt und 33,1 % waren mindestens 60 Jahre alt. Das mittlere Alter betrug 48 Jahre. 47,2 % der Bevölkerung waren männlich und 52,8 % weiblich.
Das durchschnittliche Jahreseinkommen lag bei 40.493 $, dabei lebten 12,9 % der Bevölkerung unter der Armutsgrenze.
Im Jahr 2000 war Englisch die Muttersprache von 90,62 % der Bevölkerung, spanisch sprachen 4,01 % und 5,37 % hatten eine andere Muttersprache.

## Sehenswürdigkeiten
Am 3. Dezember 1987 wurde das Louis Johnson Building in das National Register of Historic Places eingetragen.
Weitere Sehenswürdigkeiten:
- Florida Botanical Gardens
- Gulf Coast Museum of Art

## Verkehr
Largo wird vom U.S. Highway 19 sowie den Florida State Roads 128, 595, 651, 686, 688 und 693 durchquert. Am Ostrand der Stadt liegt der St. Petersburg-Clearwater International Airport.

## Kriminalität
Die Kriminalitätsrate lag im Jahr 2010 mit 421 Punkten (US-Durchschnitt: 266 Punkte) im durchschnittlichen Bereich. Es gab drei Morde, 39 Vergewaltigungen, 131 Raubüberfälle, 333 Körperverletzungen, 527 Einbrüche, 2668 Diebstähle, 152 Autodiebstähle und 14 Brandstiftungen.

## Persönlichkeiten
- Anastasija Zolotic (* 2002), Taekwondoin